# Waffensen

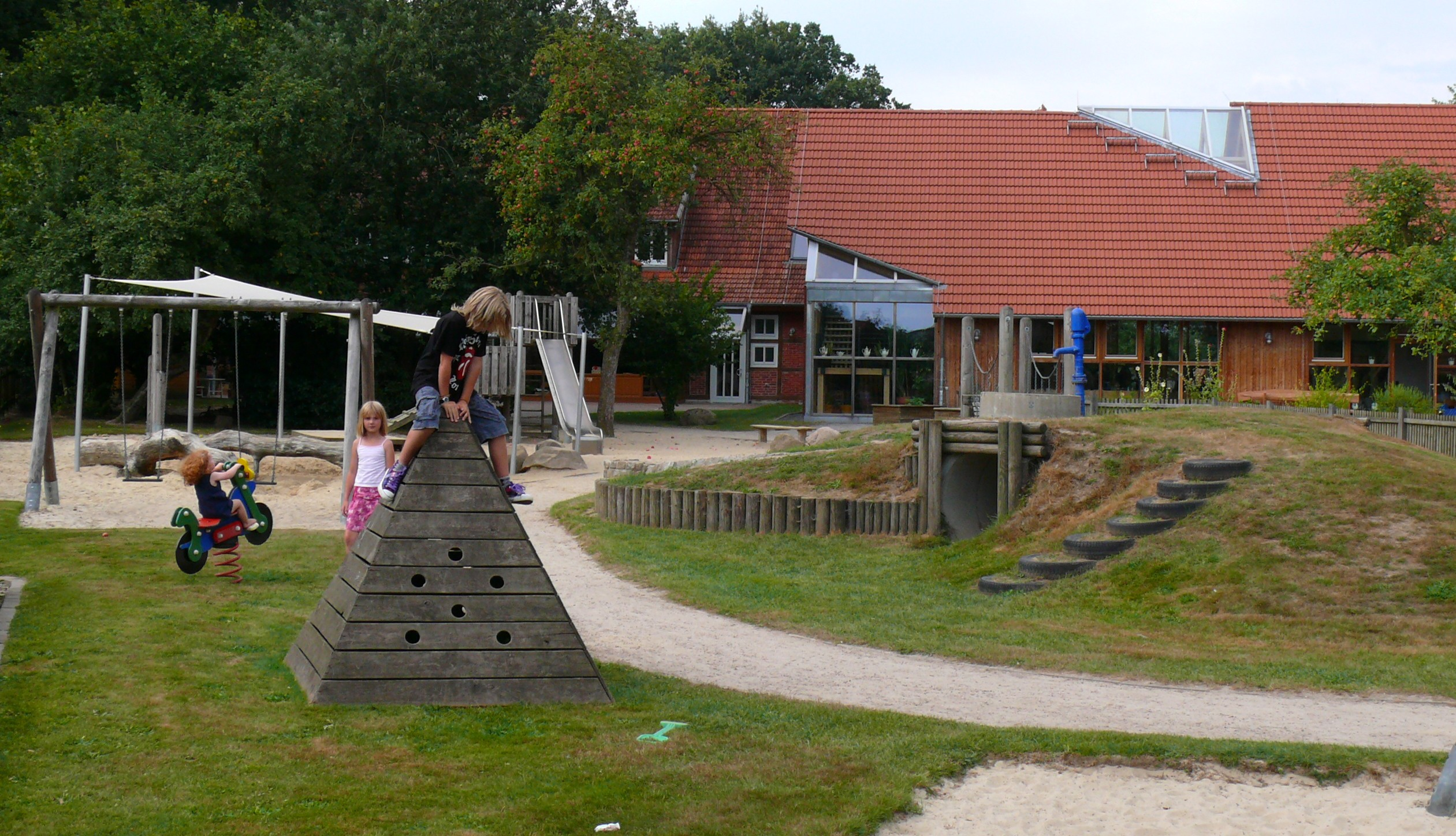
Blick auf das Mehrgenerationenhaus in Waffensen (Stadtteil von Rotenburg/Wümme) – Der Spielplatz gehört zum Kindergarten hinten links. Im Neubau (Mitte) ist oben ein Turn- und Gymnastik-Raum. Im Altbau (hinten) befindet sich der Versammlungssaal.

Waffensen ist ein Ortsteil der Stadt Rotenburg (Wümme) im Landkreis Rotenburg (Wümme) in Niedersachsen.

## Geographie
Waffensen liegt rund 35 km östlich von Bremen an der Bundesstraße 75 Hamburg–Bremen und 5 km westlich von Rotenburg.

## Geschichte
Erste urkundliche Erwähnungen des Ortes datieren aus dem 16. Jahrhundert.
Am 1. März 1974 wurde Waffensen in die Kreisstadt Rotenburg (Wümme) eingegliedert.
Bundesweite Bekanntheit erlangte Waffensen als Entstehungsort des Computervirus Sasser 2004.
In Waffensen steht seit 2005 ein Mehr-Generationen-Haus, das mit Mitteln aus dem Bundesaktionsprogramm für Mehrgenerationenhäuser gefördert wird.
Im Wettbewerb Unser Dorf hat Zukunft wurde dem Dorf im Jahre 2010 eine Goldmedaille auf Bundesebene verliehen.